# Hotbird
Hotbird é um grupo de satélites de comunicação geoestacionários operados pela Eutelsat, localizados na posição orbital de 13 graus de longitude leste, sobre o Equador e com cobertura de transmissão na Ásia, Europa, Norte da África, América e Oriente Médio.

## Satélites
| Nome        | Fabricante                      | Data do lançamento      | Veículo de lançamento | Estado    | Nota |
| ----------- | ------------------------------- | ----------------------- | --------------------- | --------- | --- |
| Hotbird 1   | Aérospatiale                    | 29 de março de 1995     | Ariane 44LP           | Inativo   | Anteriormente conhecido por Ex-Eutelsat II F6                                                                         |
| Hotbird 2   | British Aerospace Matra Marconi | 21 de novembro de 1996  | Atlas 2A              | Inativo   | Posteriormente conhecido por Eurobird 9, Eutelsat W48 e Eutelsat 48A                                                  |
| Hotbird 3   | British Aerospace Matra Marconi | 2 de setembro de 1997   | Ariane 44L            | Inativo   | Posteriormente conhecido por Eurobird 10, Eurobird 4, Eutelsat W75/ABS-1B                                             |
| Hotbird 4   | British Aerospace Matra Marconi | 27 de fevereiro de 1998 | Ariane 42P            | Inativo   | Posteriormente conhecido por Nilesat 103, Atlantic Bird 4, Eurobird 16 e Eutelsat 16B                                 |
| Hotbird 5   | British Aerospace Matra Marconi | 9 de outubro de 1998    | Atlas 2A              | Inativo   | Posteriormente conhecido por Eurobird 2, Arabsat 2D, Badr 2, Eutelsat 25A e Eutelsat 4B                               |
| Hotbird 13A | Alcatel Space                   | 21 de agosto de 2002    | Atlas 5               | Inativo   | Anteriormente conhecido por Hotbird 6 e posteriormente por Eutelsat 8 West C, Eutelsat 33D e Eutelsat 70D             |
| Hotbird 7   | Astrium                         | 11 de dezembro de 2002  | Ariane 5 ECA          | Fracassou | [ 5 ] |
| Hotbird 13E | Alcatel Alenia Space            | 11 de março de 2006     | Ariane 5 ECA          | Ativo     | Anteriormente conhecido por Hotbird 7A e posteriormente por Eurobird 9A e Eutelsat 9A                                 |
| Hotbird 13B | EADS Astrium                    | 4 de agosto de 2006     | Proton-M/Briz-M       | Ativo     | Anteriormente conhecido por Hotbird 8                                                                                 |
| Hotbird 13C | EADS Astrium                    | 20 de dezembro de 2008  | Ariane 5 ECA          | Ativo     | Anteriormente conhecido por Hotbird 9                                                                                 |
| Hotbird 13D | EADS Astrium                    | 12 de fevereiro de 2009 | Ariane 5 ECA          | Ativo     | Anteriormente conhecido por Hotbird 10 e posteriormente por Atlantic Bird 4A, Eutelsat 3C, Nilesat 104 e Eutelsat 33E |
| Hotbird 13F | Airbus Defence and Space        | 15 de outubro de 2022   | Falcon 9              | Ativo     | [ 8 ] |
| Hotbird 13G | Airbus Defence and Space        | 3 de novembro de 2022   | Falcon 9              | Ativo     | [ 8 ] |